# Спіритичний сеанс

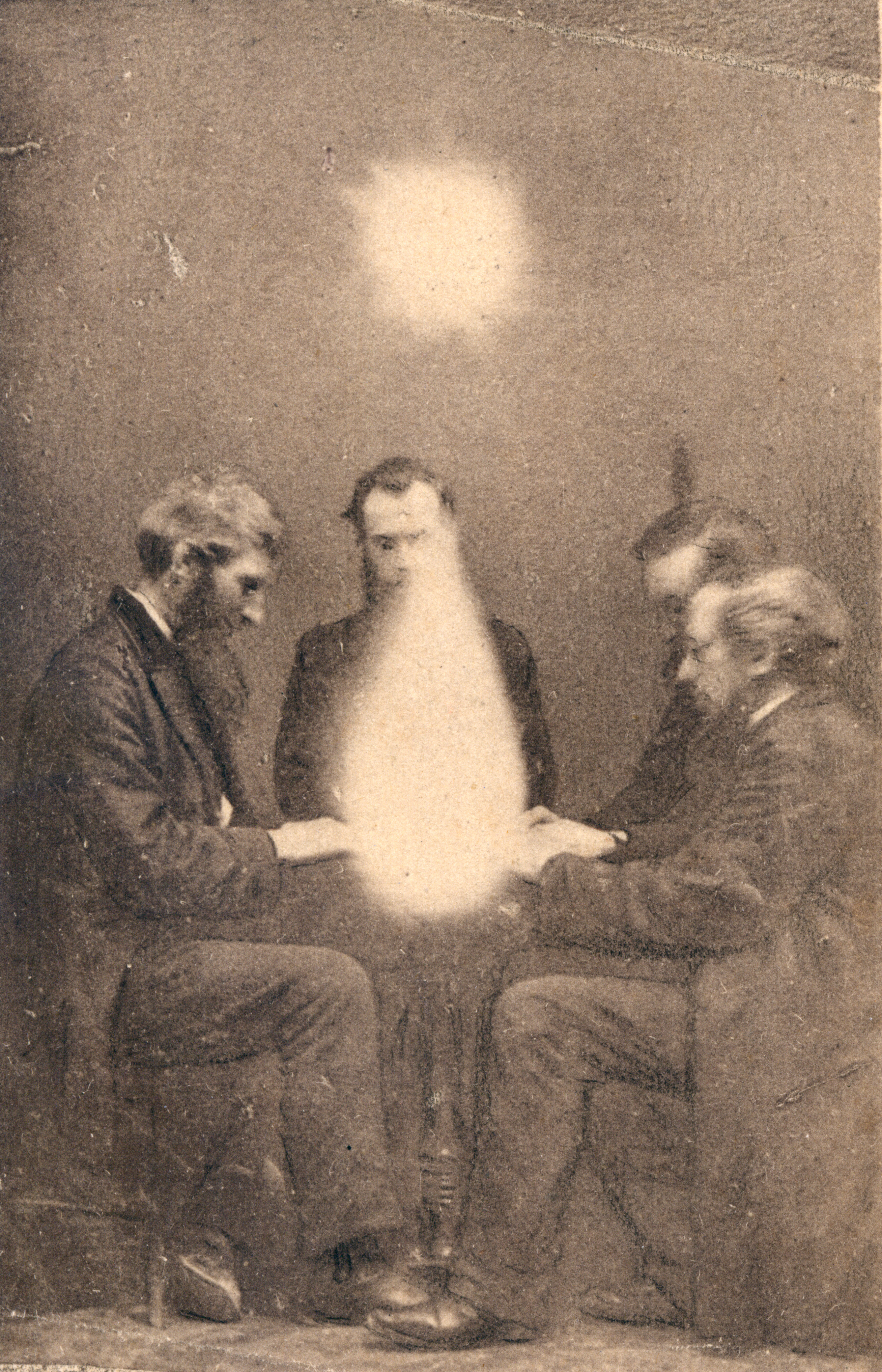
Сеанс в Англії в 1872 році.

Спірити́чний сеа́нс — містичний ритуал, що проводиться зазвичай в спеціальному приміщенні, учасники якого прагнуть побачити або отримати якесь повідомлення від душі померлої людини. Часто, але не обов'язково, на сеансі присутній медіум. Ритуал може проводитися за різними правилами.

## Історія
Термін походить від французького слова «séance», що може означати «місце» або «сидіння». Однією з найбільш ранніх робіт, присвячених даній практиці, була книга «Communitation With the Other Side» (укр. «Контакти з іншою стороною») англійця Джорджа Літтлтона, опублікована в Англії в 1760 році. У своїй книзі він стверджував, що спілкувався — у числі інших — з душами Перікла, Вільяма Пенна і шведської королеви Христини. Популярність спіритичних сеансів істотно зросла у Великій Британії і США в середині XIX століття, в тому числі після ритуалів, що проводилися в Білому Домі тодішньої першої леді США Мері Тодд Лінкольн в присутності свого чоловіка, Авраама Лінкольна, після смерті їхнього сина; в Бразилії перший відомий сеанс відбувся в 1865 році, причому незабаром в цій країні популярність даного явища вже не поступалася англомовному світові. До середини XX століття популярність спіритичних сеансів знизилася, проте до цього часу на основі віри в можливість контакту з душами померлих виникла окрема релігійна течія в християнстві — спіритуалізм.

## Приклад способу проведення
Одним з найбільш поширених способів проведення спіритичного сеансу було використання спеціальної дощечки, відомої як «розмовляюча дошка» або «дошка Уіджа», на яку були нанесені букви алфавіту, цифри і слова «Так» і «Ні». Учасники сеансу поміщають свої пальці (один або два) на спеціальний вказівник (з гострим кінцем і порожнім віконцем) на дощечку і концентруються на якомусь питанні; потім, нібито відчувши присутність духа померлого, вони під його впливом починають переміщати покажчик до потрібних символів (літери, цифри, слова), щоб отримати від нього відповідь. Можливим науковим поясненням цього є те, що учасники сеансу, які вірять у реальність того, що відбувається, можуть самі переміщати курсор, не усвідомлюючи цього, — так званий ідеомоторний акт .

## Критика
Незважаючи на те, що прихильниками реальності спіритичних сеансів аж до першої половини XX століття виступали деякі відомі люди, у тому числі письменник Артур Конан Дойл і психіатр Карл Густав Юнг, вже в той час значна частина наукової громадськості заперечувала можливість подібного. Нині абсолютною більшістю як світських науковців, так і релігійних діячів подібна практика визнається або нездійсненною дією, або відкритим шахрайством, або (у випадку з деякими релігійними діячами) гріхом, забороненим Біблією. При цьому стверджувати, що спіритизм як такий є обманом, можуть і служителі церкви.